# Eidsvold Værks skogpris
Eidsvold Værks skogpris er en præmie oprettet af Mathiesen Eidsvold Værk i 1980, da selskabet donerede 100.000 kroner til formålet. Året efter blev der tilført 20.000, sådan at prisens grundkapital var på 120.000. Ifølge vedtægterne kan tildeles en organisation eller en person som har gjort en speciel indsats for at fremme skovbruget i Norge. Prisen består af et pengebeløb, en medalje og et diplom. En komite udnævnt af Det norske skogselskap, Norges Skogeierforbund, Norsk Skogbruksforening og Landbruksdepartementet vælger prismodtagere efter forslag fra publikum eller fra medlemmerne af komiteen.